# Irena Wiley
Irena Wiley z dom Baruch, właśc. Irena Monique Baruch Wiley (ur. 6 października 1906 w Łodzi, zm. 26 kwietnia 1972 w Waszyngtonie) – polsko-amerykańska malarka i rzeźbiarka pochodzenia żydowskiego.

## Życiorys
Wiley pochodziła z Łodzi. Wywodziła się z zamożnej żydowskiej rodziny, zajmującej się hurtowym handlem herbatą. Była absolwentką Akademii Sztuk Pięknych w Warszawie (1925–1933), w okresie mieszkania w Polsce, była zaprzyjaźniona ze Skamandrytami. W późniejszym okresie ukończyła Slade School of Fine Art w Londynie na Uniwersytecie Sztuki Stosowanej w Wiedniu. Po ślubie z Johnem Cooperem Wileyem (1934) – ówczesnym pierwszym sekretarzem, a następnie radcą Ambasady Stanów Zjednoczonych w Warszawie, podróżowała po całym świecie, w zależności od miejsca pracy męża. Kolejno mieszkała w Moskwie (1934–1936), Bruskeli (1936–1937), Wiedniu (1937–1938), Rydze (1938–1940), z której w 1940 wraz z mężem przedostała się przez Syberię i Chiny do Stanów Zjednoczonych. W latach 1941–1944 małżeństwo mieszkało w Waszyngtonie, gdzie Wiley prowadziła terapię poprzez sztukę dla żołnierzy, m.in. w ośrodku rehabilitacyjnym Forest Glen w Walter Reed General Hospital. W latach 1944–1947 wraz z mężem przebywała w Bogocie, następnie w Lizbonie (1947–1948), Teheranie (1948–1951) i Panamie (1951–1953). W 1954 zamieszkali na stałe w Waszyngtonie. W latach 1968–1970 podróżowała po Wietnamie i Japonii (Okinawa), a także odbyła podróże na Hawaje i Guam.

## Twórczość
Ze względu na małżeństwo z dyplomatą, miała możliwość portretowania postaci związanych z polityką i wojskiem. Podczas podróży po wyspach Pacyfiku i Wietnamie tworzyła portrety rannych i chorych żołnierzy, szkicowane węglem, które ci wysyłali swoim rodzinom. Wiele jej prac dotyczyło tematyki religijnej, była m.in. autorką drewnianego ołtarzu przedstawiającego anioła unoszącego się nad Teresą z Lisieux, znajdującego się w zbiorach Muzeum Watykańskiego. Modelem twarzy anioła był John F. Kennedy, który w 1939 roku odwiedził Wileyów w Rydze. W 1944 stworzyła portret Franklina D. Roosvelta, który znajduje się w prezydenckiej bibliotece Franklin D. Roosevelt Presidential Library w Hyde Park. Jest również autorką portretów: ostatniego szacha Iranu Mohammada Rezy Pahlawiego i jego siostry Aszraf Pahlawi, premiera Maleka Mansura, Otto von Habsburga, Teilharda de Chardina, pisarki Edith Hamilton, Jacquesa Maritaina; znanych mieszkańców Waszyngtonu, takich jak: John Walker – dyrektor i pierwszy kurator National Gallery of Art, dziennikarka Kay Halle i sędzia Sądu Najwyższego William O. Douglas; oraz Polki, takie jak: Mira Zimińska-Sygietyńska i Wanda Landowska.
Jest autorką autobiografii Around the Globe in 20 Years wydanej w 1962 w Nowym Jorku, w 2013 roku przetłumaczonej na język estoński i wydanej w Estonii. W 2009 został wydany katalog wystawy prac Wiley pt. Irena Baruch Wiley An Artist at Large in the Diplomatic World by Gold Leaf Studios, opracowany przez Gold Leaf Studios.

### Życie prywatne
Była córką Lucyny Baruch. Jej siostrzeńcem był korespondent „New York Times” – Tad Szulc. Była żoną amerykańskiego dyplomaty Johna Coopera Wiley'a (1893–1967). Od 1939 posiadała obywatelstwo amerykańskie. Dokonała konwersji z judaizmu na katolicyzm. Zmarła w szpitalu Georgetown University w Waszyngtonie. Została pochowana na cmentarzu Crown Hill w Indianapolis.

## Wystawy
- Wildenstein Galery, Nowy Jork 1947[7],
- Gold Leaf Studios, Waszyngton 2008[8],
- United States Diplomacy Center (obecnie National Museum of American Diplomacy(inne języki)), Waszyngton 2009,
- Biblioteka Narodowa Estonii, Tallin 2009,
- Estońskie Muzeum Wojny i Muzeum gen. Laidonera(inne języki), Viimsi 2009
- Kondase Keskus(inne języki), Viljandi 2009,
- Kuressaare raegalerii – Kuressaare Kultuurivara, Kuressaare 2009,
- Haapsalu raekoda(inne języki), Haapsalu 2009[17].

## Publikacje
- The Stations of the Cross, Irena Wiley, Obelisk Gallery, 1955
- Around the Globe in Twenty Years, D. McKay Company, 1962

## Upamiętnienie
Poeta Jan Lechoń poświęcił Irenie Wiley 2 wiersze: Męczennicy (pierwodruk „Tygodnik Polski”, 1944) oraz Sąd ostateczny z cyklu Marmur i róża (pierwodruk „Wiadomości” 1951).